# Núi Meron
Núi Meron (tiếng Hebrew: הַר מֵירוֹן, Har Meron; tiếng Ả Rập: جبل الجرمق, Jabal al-Jarmaq) là một ngọn núi ở Israel. Đây là ngọn núi có tầm quan trọng trong truyền thống Do Thái Giáo và nhiều phần của núi đã được thiết lập làm khu bảo tồn thiên nhiên.
Với độ cao 1.208 mét (3.963 ft) trên mực nước biển, Núi Meron là đỉnh núi cao nhất của Israel nằm bên trong Đường Xanh, mặc dù các khu vực mà Israel chiếm đóng bao gồm Cao nguyên Golan và Núi Hermon, vốn được sáp nhập và được quân đội giao lại từ năm 1981, cao hơn núi Meron.

## Khu bảo tồn tự nhiên núi Meron
Năm 1965, một khu bảo tồn tự nhiên rộng 84000-dunam được thành lập. Vào năm 2005, một khu vực rộng 1199 dunam được thêm vào khu bảo tồn này. Đây là khu bảo tồn cao nhất ở Israel, với độ cao trung bình là 1208 met trên mực nước biển, và là khu bảo tồn lớn nhất ở miền bắc nước này.

## Ý nghĩa tôn giáo

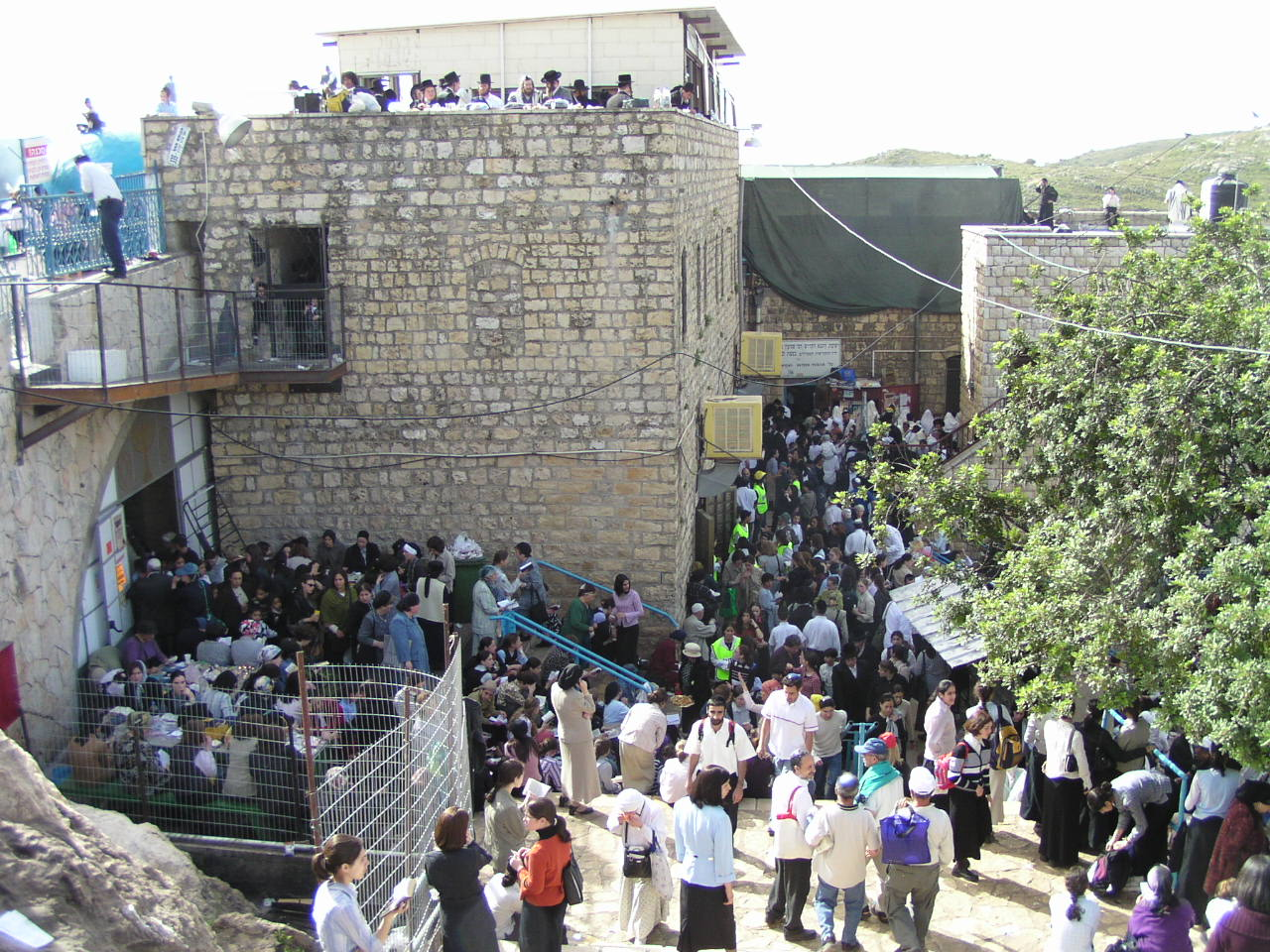
Tomb of Shimon bar Yochai

Ngôi làng Meron và ngôi mộ của Thầy tu Shimon bar Yochai ở trên Núi Meron. Và mỗi đến dịp kỷ niệm cái chết của Lag B'Omer, hàng ngàn người cắm trại bên ngoài dọc theo con dốc gần ngôi mộ, và tại Lag B'Omer hàng ngàn người hành hương tới đây.

## Đường leo núi
Ngọn núi được bao phủ bởi rừng và không thể được tiếp cận từ mọi hướng. Con đường leo chính bắt đầu ở phía tây bắc làng Meron. Có một cái cổng gần con đường đánh dấu đường lên núi với chiều dài 10 km. Ngoài ra còn có đường leo núi từ hướng tây.

## Khí hậu

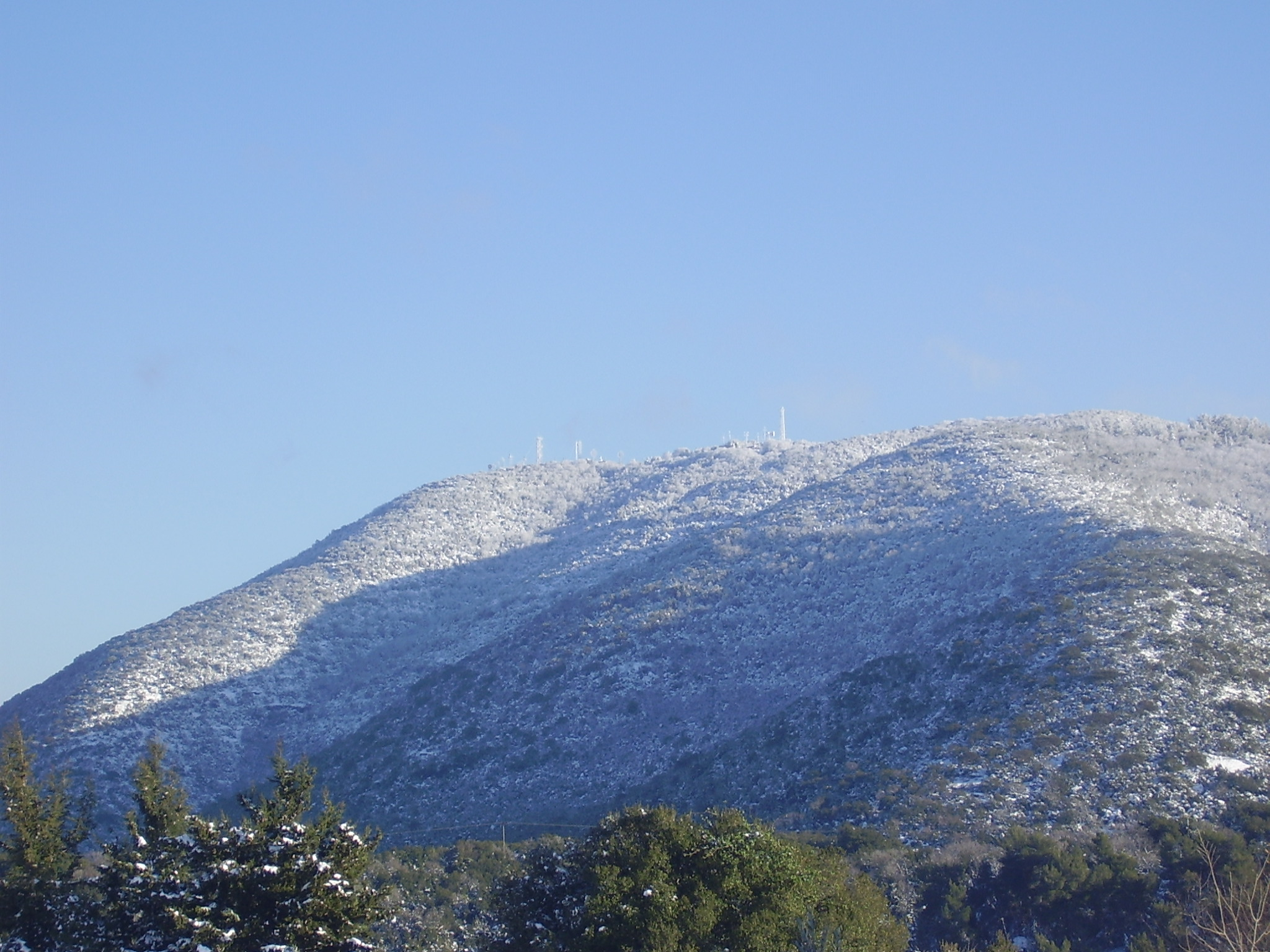
Tuyết phủ trên núi Meron

Núi Meron có khí hậu Địa Trung Hải với mùa hè nóng và khô và mùa đông ẩm ướt và mát. Tuyết rơi trong một thời gian ngắn ngủi ở Núi Meron một vài lần vào mùa đông. Có 22 ngày trong năm tại đây có nhiệu đô trên 32 °C và 28 ngày nhiệt độ dưới âm. Ghi chú: the chart is an average of 5 years so the record highs and lows may not be fully accurate.
| Dữ liệu khí hậu của Mount Meron (2002–2007)                       | Dữ liệu khí hậu của Mount Meron (2002–2007) | Dữ liệu khí hậu của Mount Meron (2002–2007) | Dữ liệu khí hậu của Mount Meron (2002–2007) | Dữ liệu khí hậu của Mount Meron (2002–2007) | Dữ liệu khí hậu của Mount Meron (2002–2007) | Dữ liệu khí hậu của Mount Meron (2002–2007) | Dữ liệu khí hậu của Mount Meron (2002–2007) | Dữ liệu khí hậu của Mount Meron (2002–2007) | Dữ liệu khí hậu của Mount Meron (2002–2007) | Dữ liệu khí hậu của Mount Meron (2002–2007) | Dữ liệu khí hậu của Mount Meron (2002–2007) | Dữ liệu khí hậu của Mount Meron (2002–2007) | Dữ liệu khí hậu của Mount Meron (2002–2007) |
| Tháng                                                             | 1                                           | 2                                           | 3                                           | 4                                           | 5                                           | 6                                           | 7                                           | 8                                           | 9                                           | 10                                          | 11                                          | 12                                          | Năm                                         |
| ----------------------------------------------------------------- | ------------------------------------------- | ------------------------------------------- | ------------------------------------------- | ------------------------------------------- | ------------------------------------------- | ------------------------------------------- | ------------------------------------------- | ------------------------------------------- | ------------------------------------------- | ------------------------------------------- | ------------------------------------------- | ------------------------------------------- | ------------------------------------------- |
| Cao kỉ lục °C (°F)                                                | 17 (63)                                     | 22 (72)                                     | 18 (64)                                     | 26 (79)                                     | 32 (90)                                     | 32 (90)                                     | 33 (91)                                     | 36 (97)                                     | 33 (91)                                     | 28 (82)                                     | 26 (79)                                     | 20 (68)                                     | 36 (97)                                     |
| Trung bình ngày tối đa °C (°F)                                    | 8 (46)                                      | 9 (48)                                      | 11 (52)                                     | 18 (64)                                     | 23 (73)                                     | 27 (81)                                     | 29 (84)                                     | 30 (86)                                     | 27 (81)                                     | 26 (79)                                     | 20 (68)                                     | 12 (54)                                     | 20 (68)                                     |
| Trung bình ngày °C (°F)                                           | 6 (43)                                      | 6 (43)                                      | 7 (45)                                      | 13 (55)                                     | 18 (64)                                     | 21 (70)                                     | 23 (73)                                     | 24 (75)                                     | 21 (70)                                     | 20 (68)                                     | 16 (61)                                     | 9 (48)                                      | 15 (60)                                     |
| Tối thiểu trung bình ngày °C (°F)                                 | 4 (39)                                      | 3 (37)                                      | 4 (39)                                      | 8 (46)                                      | 13 (55)                                     | 15 (59)                                     | 17 (63)                                     | 18 (64)                                     | 16 (61)                                     | 15 (59)                                     | 12 (54)                                     | 6 (43)                                      | 11 (52)                                     |
| Thấp kỉ lục °C (°F)                                               | −2 (28)                                     | −8 (18)                                     | —                                           | 3 (37)                                      | 7 (45)                                      | 11 (52)                                     | 15 (59)                                     | 13 (55)                                     | 13 (55)                                     | 11 (52)                                     | 5 (41)                                      | —                                           | −8 (18)                                     |
| Nguồn: "Climate Information for Har Meron, Israel". Weather Base. |                                             |                                             |                                             |                                             |                                             |                                             |                                             |                                             |                                             |                                             |                                             |                                             |                                             |